# ルウェロ県

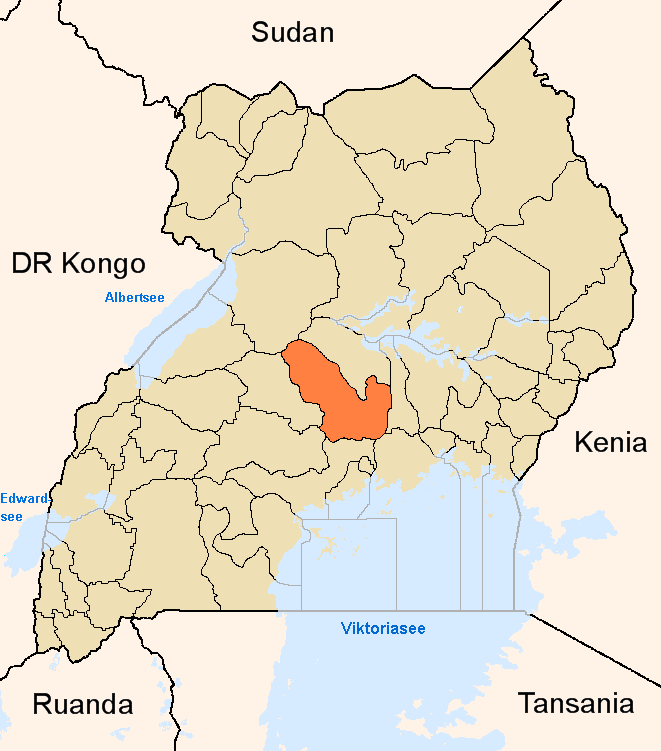
2001年から2005年のルウェロ県、南東部が2005年7月以降のルウェロ県

ルウェロ県 (ルウェロけん、Luwero 或は Luweero District) はウガンダ中南部、ブガンダ北東部の県。

## 概要
1974年に東メンゴ県が分割されて設置され、1997年に北東部がナカソンゴラ県に、2005年に西部がナカセケ県に分割された。2002年の国勢調査人口は 473,963 人で、うち2005年以降のルウェロ県分は 341,317 人、2007年度の概算人口は 384,500 人。面積は 2,577.49 km²で、西にカティカム郡、東にバムナニカ（ワブサナ）郡の2郡にルウェロ、ウォブレンジ、ボンボの3TCを含め、カティカムに8、バムナニカに5の計13副郡と90教区が置かれている。食用にキャッサバ、サツマイモ、トウモロコシ、バナナの他、トマトやパイナップル、キャベツなども栽培され、コーヒー、バニラ、バナナ、パションフルーツなどが商品作物として栽培される。知事に相当する第5地域議会 (LC5) 議長はロナルド・ンダウラ。
カンパラからカティカム郡を縦断する幹線道がマシンディ方面に向かい、カンパラ＝ホイマ道路上のミティアナ県ボンボとカンパラ、ルウェロを結んだいわゆる「ルウェロ三角地帯」はガンダ族の根拠地と看做され、1981年から1986年のヨウェリ・ムセベニら国民抵抗軍 (NRA) によるゲリラ闘争の際にNRAからは少年兵を含む兵士の徴発の対象とされ、ミルトン・オボテ政権のウガンダ国民解放軍 (UNLA) からは対反乱作戦の対象とされ、多くの住民が殺害され、多くの女性が強姦の被害を受けた。

## 隣接する県
西にナカセケ県、北にナカソンゴラ県、東にカユンガ県、南東にムコノ県、南にワキソ県と接する。

## 脚註
1. 1 2  LUWERO DISTRICT LOCAL GOVERNMENT Five-Year 2007-2012 Orphans and other Vulnerable Children INTEGRATED STRATEGIC PLAN, Feb 2008.